# 社会契约论
《社会契约论》（法語：Du contrat social ou Principes du droit politique，又译为《民約論》，全名《社会契约论或政治权利原理》）是瑞士裔法国思想家让-雅克·卢梭于1762年写成的一本书。
《社会契约论》中主权在民的思想，是现代民主制度的基石，深刻地影响了逐步废除欧洲君主绝对权力的运动，以及18世纪末北美殖民地摆脱英帝国统治、建立民主制度的斗争。美国的《独立宣言》和法国的《人权宣言》及两国的宪法均体现了《社会契约论》的民主思想。

## 主要思想
卢梭相信，一个理想的社会建立于人与人之间而非人与政府之间的契约关系。与约翰·洛克一样，卢梭认为政府的权力来自被统治者的认可。卢梭声称，一个完美的社会是为人民的「公共意志」（公意）所控制的，虽然他没有定义如何达成这个目标，但他建议由公民团体组成的代议机构作为立法者，通过讨论来产生公共意志。
社会契约论的主要表述是探究是否存在合法的政治权威，「人是生而自由的，但却无時不在枷锁之中。」他所说的政治权威在我们的自然状态中并不存在，所以我们需要一个社会契约。在社会契约中，每个人都放弃天然自由，而获取契约自由；在参与政治的过程中，只有每个人同等地放弃全部天然自由，转让给整个集体，人类才能得到平等的契约自由。
虽然卢梭喜爱仁君胜过其它的政府形式，他对此含糊其辞。他阐明政府必须分成三个部分：主权者代表公共意志，这个意志必须有益于全社会；由主权者授权的行政官员来实现这一意志；最后，必须有形成这一意志的公民群体。他相信，国家应保持较小的规模，把更多的权利留给人民，让政府更有效率。
人民应该在政府中承担活跃的角色。人民根据个人意志投票产生公共意志。如果主权者走向公共意志的反面，那么社会契约就遭到破坏；人民有权决定和变更政府形式和执政者的权力，包括用起义的手段推翻违反契约的统治者。

## 内容概要
《社会契约论》分为四卷。

### 第一卷
第一卷论述了社会结构和社会契约。社会秩序乃是为其他一切权利提供了基础的一项神圣权利。秩序并非来源于自然。家庭是最古老和自然的社会形态；但是，父母与能够自立的子女之间的联系，有必要用一系列约定来维系。亞里斯多德认为人与人之间存在的奴役和统治是天然的，但他混淆了原因与结果；如果有些人天生为奴，那么一定是因为有反自然的奴隶制度存在为先。社会秩序不可建立在强力的基础上，因为最强者无法一直保持强势霸权，除非他能把强力转化为权利，把服从转化为义务。在那种情形下，权利与强力就要互换位置。如果必须要用强力使人服从，人们就无須根据义务而服从了；如果服從是因為權力（即權利來自權力），只要權力不再能夠迫使他人服從，人们也就不再有服从的义务。
约定是一切合法权威的基础。这个论断，根据格老秀斯的理论，是人民转让自身自由的权利。转让就是奉送或者出卖。但一个使自己作另一个人的奴隶的人并不是奉送自己，他是出卖自己，是为着自己的生活。一个人无偿地奉送自己，是荒谬的和不可思议的。这样一种行为是不合法的、无效的。即使一个人可以转让自己，他也不能转让自己的孩子，孩子们生来是自由的；他们的自由属于他们自己，其他人都无权加以处置。格老秀斯为了替奴隶制度开脱，鼓吹征服者有权屠杀被征服者、或夺取其自由而赦免其生命。但战争不是人与人的一种关系，而是国与国的一种关系；战争的目的既是摧毁敌国，人们就有权杀死对方的保卫者，只要他们手里有武器；可是一旦他们放下武器投降，不再是敌人或者敌人的工具时，他们就又成为单纯的个人，而别人对他们也就不再有生杀之权。无人有权奴役他人，奴隶制和权利，这两个名词是互相矛盾的。
社会秩序来源于共同的原始、朴素的约定。当自然状态中，生存障碍超过个人所能够承受的地步，人类就被迫改变生活方式。人类不能产生新的力量，而只能是集合并形成力量的总和来克服生存的阻力。“要寻找出一种结合的形式，使它能以全部共同的力量来卫护和保障每个结合者的人身和财富，并且由于这一结合而使每一个与全体相联合的个人又只不过是在服从自己本人，并且仍然像以往一样地自由。”解决办法就是形成一个约定，使每个人都把自身的能力置于“主权者”的指导下。主权者是尽可能包括最多社会成员的、道德的与集体的共同体。共同体中的约定对于每一个成员都是平等的。共同体就以这同一个行为获得了它的统一性、它的公共的大我、它的生命和它的意志。共同体可称为“国家或政治体”，至于结合者就称为人民；个别地，作为主权权威的参与者，就叫做公民，作为国家法律的服从者，就叫做臣民。有了这个契约，人类就从自然状态进入社会状态，从本能状态进入道德和公义状态。人类由于社会契约而丧失的是天然的自由以及对于他所企图得到的一切东西的无限权利；而他所获得的，乃是社会的自由以及对于他所享有的一切东西的所有权。

### 第二卷
第二卷阐述主权及其权利。主权是公意的运用，不可以转让，不可分割。主权由共同利益所决定和约束，藉着法律而行动。法律是以公共利益为依归的公意的行为。虽然公意总是对的，但是它并非总是能作出明智的判断，因此也并非总能找到共同利益之所在，于是立法者的存在就是必要的。然而立法者本身并没有权力，他们只是指导者。他们起草和提出法律建议，只有人民自己（或者说主权者、公意）才有权设立法律。

### 第三卷
第三卷阐述政府及其运作形式。对于主权体而言，仅有立法是不够的，法律的强制实施亦非常必要。虽然主权体有立法权，但是它不能赋予自身执法权。它需要一个介于主权体和国民之间的中介者，在公意的指示下实施法律。这就是政府的角色，政府是主权者的执行人，而非主权者本身。政府中的执政者只是受委托来行使行政权力；他们是主权者的官吏，他们的职能不是契约的结果，而是以主权者的名义行使被托付的权力。他们从主权者接受命令，并将命令转达给国民。主权者可以根据自己的意愿限制、改变或收回行政权。
世上主要存在着三种政府形式：民主制，即由全体或大部分人民治理；贵族制，由少数人所治理；国君制，由一人治理。
民主制：严格意义而言，真正的民主制从来就不曾有过，而且永远也不会有。民主制需要太多的预设条件和美德，实现全民民主非常困难。“如果有一种神明的人民，他们便可以用民主制来治理。但那样一种十全十美的政府是不适于人类的。”
贵族制：可以是自然的、选举的与世袭的。第一种只适于纯朴的民族；第三种是一切政府之中最坏的一种。第二种则是最好的；它才是严格说来的贵族制。第二种贵族制除了具有可以区别两种权力的这一优点而外，并且还具有可以选择自己成员的优点。用这种方法，则正直、明智、经验以及其他种种受人重视与尊敬的理由，就恰好成为政治修明的新保证。
国君制：没有比国君制更有活力的政府；但这种政府也具有很大的危险；如果其前进的方向不是公共福祉，就转化为对国家的损害。君主们倾向于追逐绝对的权力，大臣们只是阴谋家。
结构越简单的政府是越好的；实际上，政府都是混合形式的，都或多或少地借鉴了其他形式。没有一种政府适用于一切国家，但是一个国家的政府必须与其人民的特点相适应，一个不靠外来移民的办法、不靠归化、不靠殖民地的政府，而在它的治下公民人数繁殖和增长得最多的，就确实无疑地是最好的政府。为了防止少数人篡夺国家的权力，必须由法律保障人民定期集会，终止一切现有的行政权，让权力回到人民手中。在集会中，人民必须解决两个问题, 第一个是：“主权者愿意保存现有的政府形式吗？”第二个是：“人民愿意让那些目前实际在担负行政责任的人们继续当政吗？”介于主权者和政府之间的一种力量是议员，但是主权是不可转让的，所以议员代表不了人民，只是人民的办事员，他们并不能作出任何肯定的决定。凡是不曾为人民所亲自批准的法律，都是无效的。政府行政权的创制不是契约，而是法律。政府的行政官不是人民的主人，他不可以建立契约，而是遵守现有的契约。

### 第四卷
第四卷讨论几种社会组织。公意是不可摧毁的，通过投票来表达。不同的组织有不同的选举模式，例如：人民大会、保民官、独裁、监察官等，历史上的共和国罗马、希腊，特别是斯巴达，教导了我们这些形式的价值。宗教是国家的基础，在任何时候都在公民的生活中占主要地位。基督教的统治精神是和他的体系不能相容的。基督教是一种纯精神的宗教；基督徒的祖国是不属于这个世界的。基督徒以一种深沉的、决不计较自己的成败得失的心情在尽自己的责任。每个公民都应该有一个宗教，宗教可以使他们热爱自己的责任，这件事却是对国家很有重要关系的。这种宗教的教条，却唯有当其涉及到道德与责任——而这种道德与责任又是宣扬这种宗教的人自己也须对别人履行的——的时候，才与国家及其成员有关。公民宗教的教条应该简单，条款很少，词句精确，无需解说和注释。现在既然已不再有，而且也不可能再有排他性的国家宗教，所以我们就应该宽容一切能够宽容其他宗教的宗教，只要他们的教条一点都不违反公民的义务。但是有谁要是胆敢说：教会之外，别无得救，就应该把他驱逐出国家之外，除非国家就是教会，君主就是教主。这样的一种教条，唯有在神权政府之下才是好的，而在其他一切政府之下就都是有毒害的。

## 其他观点
關於國家的起源和國家現有基礎的理論，其最簡單的形式認為國家起源於一種“契約”。這就是說每一個社會成員放棄本身的“自然权利”以換取法律之下的新权利。社會契約論對於歷史上國家形成的大多數情形都不適用，卻適用於新憲法的制定，如1787年制定的《美國憲法》就是如此，這部憲法至少有一部份確實是在社會契約論指導下制定的。《社會契約論》並不是直接作為解釋性理論或社會學理論出現的，其歷史作用是像一種倫理學或邏輯學的理論，目的是對現存制度進行道德評價或改造，以及為革命等提供理論根據。

## 批评
罗素指责卢梭的“公意”概念为日后如黑格尔等有极权主义倾向的哲学家提供思想基础。

| The Social Contract became the Bible of most of the leaders in the French Revolution, but no doubt, as is the fate of Bibles, it was not carefully read and was still less understood by many of its disciples. It introduced the habit of metaphysical abstractions among the theorists of democracy, and by its doctrine of the general will it made possible the mystic identification of a leader with its people, which has no need of confirmation by so mundane an application as the ballot-box, Much of its philosophy could be appropriated by Hegel in his defense of the Prussian autocracy. Its first-fruit in practice was the reign of Robespierre, the dictatorship of Russia and Germany (especially the latter) are in part an outcome of Rousseau’s teaching. What further triumphs the future has to offer to his ghost I do not venture to predict. | 《社会契约论》成为法国大革命中大多数领导人的圣经，但毫无疑问，就像圣经的命运一样，它没有被仔细阅读，它的许多门徒更不了解它。 它在民主理论家中引入了形而上学抽象的习惯，并且通过其普遍意志学说，它使领导人与其人民的神秘认同成为可能，这不需要像投票箱这样平凡的应用来确认 , 黑格尔在捍卫普鲁士独裁统治时可以借鉴其中的大部分哲学思想。它在实践中的第一个成果是罗伯斯庇尔的统治，俄罗斯和德国（尤其是后者）的独裁统治部分是卢梭教导的结果。 未来会为他的鬼魂提供什么进一步的胜利，我不敢预测。 |
| | —罗素《西方哲学史》 |

## 中译本
- 1882年，日本学者中江兆民（原名“中江笃介”）中译本《民约译解》（只翻译了前言至第一卷第六章）在日本出版。1898年，上海大同译书局刻印《民约译解》第一卷，题名《民约通义》。
- 1900年，留日学生杨廷栋据日本原川潜的日译本而完整翻译的《路索民约论》中译本问世，后于1900年12月6日至1901年12月15日以《民约论》之名在《译书汇编》第一、二、四、九期上连载。1902年，上海文明书局出版其单行本。
- 1913年，上海《大同周报》于当年5月4日、5月11日分两期连载译者署名为“兰士”的《民约论，又名政治之原理》（内容含《译叙》、《目次》、《引言》和第一卷前言）。
- 1918年，马君武以法文原著与托泽（H. J. Tozer）英译本互证，翻译的《足本卢骚民约论》中译本由中华书局出版。
- 1935年，徐百齐、丘瑾璋根据G·D·H·科尔（G. D. H. Cole）英译本《社会契约论》翻译的《社约论》中译本，编入商务印书馆“万有文库”第二集出版。
- 1944年，卫惠林根据Hatier-Paul Lemaire & Hachette的法文版《社会契约论》翻译的《民约论》中译本，由重庆作家书屋出版。
- 1958年，何兆武根据法国巴黎奥比埃出版社法文版《社会契约论》，翻译的《民约论》中译本，由法律出版社出版。1963年，更名为《社会契约论》由商务印书馆出版。1980年2月，商务印书馆出版修订第2版。2003年3月，商务印书馆出版修订第3版。据“译者前言”介绍：初版系“根据奥比埃（Aubier）版、摩·哈伯瓦斯（M. Halbawachs）注释本译出，翻译过程中对照了1827年菲尔涅（Furne）版《卢梭全集》本和比较通行的另外几种版本”；再版时，“又根据伏汉（C. E. Vaughan）本（剑桥两卷本，1962，及龙门一卷本，1914）和波拉翁（G. Beaulavon）本（格拉赛一卷本，1920）全部重校过”。
- 1997年，《华夏文摘》增刊分四期连续刊载署名“其林”（又名“赵小麟”、“艾仑”）之人根据贝尔（Lowell Bair）英译本和科尔（G. D. H. Cole）英译本翻译的《社会契约论》中译本。
- 2004年3月，陕西人民出版社出版杨国政根据法国伽里马出版社1964年法文版翻译的《社会契约论》中译本。2006年5月，该社又出版其精华版。
- 2004年8月，九州出版社出版陈惟和、张一江、宋文等翻译的《卢梭民主哲学》一书，内有《社会契约论》中译本。该译本未交代翻译时所依据的版本。
- 2006年5月，陕西人民出版社出版方华文编译的《社会契约论》。
- 2007年1月，九州出版社出版徐强翻译的《社会契约论》英汉对照版。该译本的“译者后记”称，系“根据Maurice Cranston的英文版本译出”。2009年12月，又由中国社会科学出版社出版其中译本。
- 2007年6月，人民日报社出版罗玉平、李丽编译的《社会契约论》。
- 2007年10月，北京出版社出版施新州编译的《社会契约论》。
- 2009年1月，光明日报出版社出版庞珊珊根据克兰斯顿（Maurice Cranston）英译本翻译的《社会契约论》中译本。
- 2010年1月，中国出版集团、中国对外翻译出版公司出版高黎平依据克兰斯顿的英译本翻译的《社会契约论》英汉对照版。
- 2010年10月，中国商业出版社出版乔坤、张静编译的《社会契约论》。
- 2010年11月，江西人民出版社出版孙笑语翻译的《社会契约论》中译本。该译本“翻译所依据的底本，是学术界通行的版本（1762年荷兰版）”。
- 2011年4月，商务印书馆出版李平沤根据巴黎嘉尼埃-弗拉玛尼翁（Garnier-Flammarion）出版社1966年法文版翻译的《社会契约论》中译本。
- 2011年8月，湖南文艺出版社出版刘丹、宋淼翻译的《社会契约论·论人类不平等的起源》中译本。译者未交代该译本翻译时所依据的版本。
- 2011年10月，译林出版社出版陈红玉翻译的《社会契约论》中译本。译者未交代该译本翻译时所依据的版本，但从该书版权页注明的“书名原文：The Social Contract or Principles of Political Right”字样以及“买中文版送英文版”的腰封而且所送英文版与科尔（G. D. H. Cole）英译本完全一致来看，似乎翻译时所依据的系科尔（G. D. H. Cole）英译本。
- 2012年3月，根据1762阿姆斯特丹版、1943奥比埃（Aubier）版等法语原版，参考科尔（G. D. H. Cole）译本等英译本以及何兆武译本等中译版，钟书峰翻译的《社会契约论》中译本电子书上线亿部书城，同年7月纸质书由法律出版社出版。
- 2012年4月，武汉大学出版社出版戴光年翻译的《社会契约论》中译本（双语版）。该译本未交代翻译时所依据的版本，但从其双语为中英而且英译本与托泽（H. J. Tozer）英译本完全一致来看，似乎不是译自法语，而是译自托泽（H. J. Tozer）英译本。